# Bielice, Hạt Goleniów
Bielice [bjɛˈlit͡sɛ] (tiếng Đức: Wittenfelde)  là một ngôi làng thuộc khu hành chính của Gmina Maszewo, thuộc hạt Goleniów, West Pomeranian Voivodeship, ở phía tây bắc Ba Lan. Nó nằm khoảng 5 kilômét (3 mi)  phía đông bắc Maszewo, 21 km (13 mi) về phía đông của Goleniów và 38 km (24 mi) về phía đông của thủ đô khu vực Szczecin.
Trước năm 1945, khu vực này là một phần của Đức. Đối với lịch sử của khu vực, xem Lịch sử của Pomerania.